# Matsaudi/Sakapane
Matsaudi/Sakapane est une ville du Botswana.